# Chalky Mount
Chalky Mount är en kulle på Barbados.  Den ligger i parishen Saint Andrew, i den centrala delen av landet, 15 km nordost om huvudstaden Bridgetown. 